# Club Social, Cultural y Deportivo El Guayacán
El Club Social, Cultural y Deportivo El Guayacán es un equipo de fútbol profesional de la ciudad de Ventanas, Provincia de Los Ríos, Ecuador. Fue fundado el 16 de octubre de 1985. Su directiva está conformada por el presidente, Vicepresidente, el Secretario, el Tesorero y el Coordinador; su presidente es el Sr. Telmo Bonilla. Se desempeña en la Segunda Categoría de Los Ríos, también en la Segunda Categoría del Campeonato Ecuatoriano de Fútbol.
Está afiliado a la Asociación de Fútbol Profesional de Los Ríos.

## Historia
El club El Guayacán fue fundado en el año 1985 en la ciudad de Quevedo en la provincia de Los Ríos ahí empezó su andar en el fútbol profesional, tras su fundación se afilió a la Asociación de Fútbol de Los Ríos donde empezó a participar en los Torneos de Segunda Categoría provinciales, sus primeras actuaciones fueron buenas, no llegando a los lugares protagónicos pero siempre manteniendo un buen nivel de fútbol.
El equipo ha tenido destacadas actuaciones en los últimos años, lo que viene siendo del 2010 en adelante con los dos equipos, el de mayores y sobre todo el juvenil, el equipo de primera ha venido con los años mejorando, como mejor temporada está la 2003  donde consiguieron clasificar al zonal de ascenso pero no tuvieron mucha suerte. Otra muy buena temporada es la 2015 donde llegaron hasta el hexagonal final,  pero no llegaron a clasificar a los zonales de ascenso, terminaron en el cuarto lugar, pero en la primera fase se destacaron al terminar segundos en el Grupo 2.
El equipo juvenil es el que ha destacado mucho en los últimos años al clasifcar al zonal en la temporada 2015 lograron llegar al zonal de ascenso donde tras una irregular actuación fueron eliminados en esa fase, pero lo positivo es que los jugadores juveniles tienen una gran proyección para a futuro poder pasar al equipo de primera donde podrán hacer un excelente papel en futuros torneos de segunda.
Para la temporada 2016 el equipo empieza con una nueva ilusión y nuevos objetivos, en el torneo provincial 2016 comienza su participación en el grupo 3 de la primera fase donde clasificó al hexagonal final con 19 puntos, producto de 6 victorias, 1 empate y 1 derrota; en la segunda fase final termina en el segundo lugar lo que le permite clasificar a los zonales 2016 representando a la provincia como vicecampeón.